# Bòbila Nova
La Bòbila Nova era un edifici industrial de Palafrugell, actualment desaparegut. Actualment, hi ha una urbanització, que compta amb una plaça i una escultura de ferro forjat dedicada a Antonio Miguel Ramírez, i també s'hi ubica el Jutjat de Pau de Palafrugell.

## Història i descripció

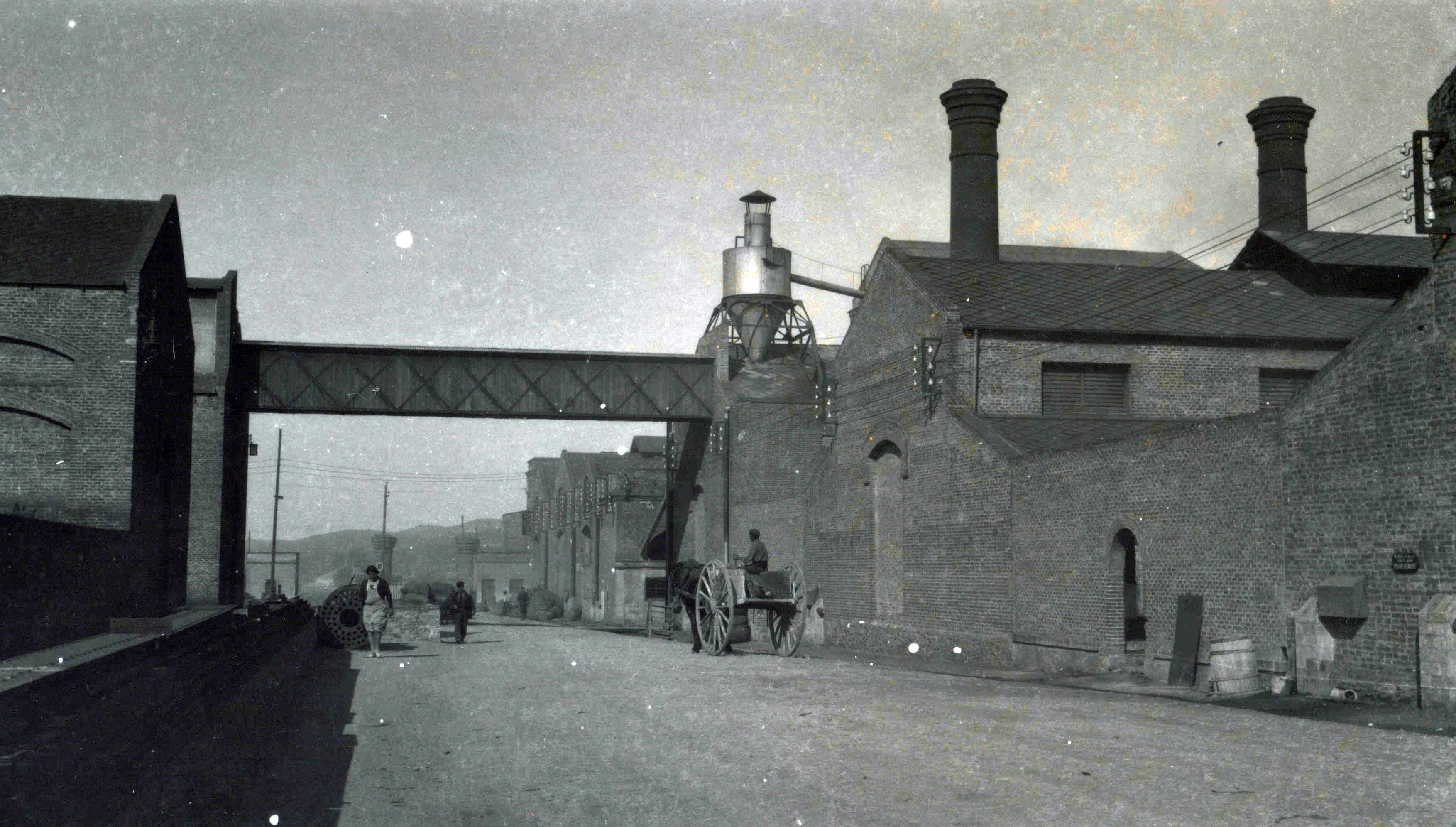
Passeig central de la Bòbila Nova (Arxiu d'imatges Museu del Suro)

El 1920, l'èxit comercial de l'aglomerat negre va portar a l'empresa Manufactures del Suro SA a la construcció de la Bòbila Nova. Aquesta recinte, situat als afores, constava de diverses naus adossades amb un gran pati, al que l el 1925, s'hi va fer arribar un ramal del ferrocarril de via estreta que comunicava Palamós amb Girona. Va patir nombrosos incendis, i abans de la seva demolició, algunes naus tenien cobertes sobre encavalcades de fusta i ferro, i d'altres descansaven sobre de triangulars metàl·liques.